# Common Object Request Broker Architecture
CORBA (ang. Common Object Request Broker Architecture) – technologia zapewniająca komunikację pomiędzy obiektami pracującymi w heterogenicznych (różnorodnych) systemach komputerowych. Obiekty pełniące dowolne funkcje mogą być zaimplementowane w różnych językach programowania, na dowolnej platformie sprzętowej, pod kontrolą różnych systemów operacyjnych.
Opis obiektów, a właściwie interfejsów do nich, znajduje się w pliku IDL (ang. Interface Definition Language), który jest kompilowany na kod zajmujący się przekazywaniem metod (w przypadku implementacji technologii CORBA w niektórych językach interpretowanych, plik IDL jest interpretowany w czasie wykonania).
Obiekty mają swoje adresy IOR (ang. Interoperable Object Reference). Są to kilkusetznakowe adresy kodujące wiele informacji o obiekcie, m.in. adres komputera, adres programu na komputerze, informacje o kolejności zapisu bajtów (czy jest to big endian, czy little endian), numer obiektu, typ obiektu, itd.
Adresy IOR mogą dotyczyć także niskopoziomowych protokołów transmisji danych – zwykle GIOP (ang. General Inter-ORB Protocol) lub IIOP (ang. Internet Inter-ORB Protocol).

## Standard CORBA
Standard CORBA został opracowany przez Object Management Group i doczekał się wersji 3.0. Standardy tworzone są według zasady „najpierw standard, potem implementacje” (czyli tak samo jak w W3C i zupełnie inaczej niż w IETF).
Jedną z wad architektury CORBA jest brak standardowego i szeroko zaimplementowanego mechanizmu bezpieczeństwa.
Popularne implementacje standardu CORBA to np. ORBit, OMNIOrb.
Z technologii CORBA korzysta m.in. GNOME.
Inne technologie obiektów rozproszonych to m.in. RMI, SOAP, DCOP, DCOM.